# Lista över vice ordförande i Östergötlands läns hushållningssällskap
Detta är en lista över vice ordförande i Östergötlands läns hushållningssällskap.

## Vice ordförande i Östergötlands läns hushållningssällskap
- 1813–1820: Carl von Rosenstein
- 1820–1833: Marcus Wallenberg
- 1834–1856: Johan Jacob Hedrén
- 1856–1858: Israel Carl Adam Lagerfelt
- 1858–1864: Carl Eric Sjögreen
- 1864–1867: Fredrik Alexander Funck
- 1867–1873: Victor von Feilitzen
- 1873–1879: Johan Gustaf Swartz
- 1879–1880: Axel Dickson
- 1880–1897: Gustaf Lagerfelt
- 1897–1900: Carl Melcher von Feilitzen
- 1900–1901: Ludvig Douglas
- 1901–1902: Ivar Insulander
- 1902–1914: Philip Klingspor